# Secrétaire d'État de la Religion prétendue réformée
Le secrétariat d'État aux affaires de ceux de la religion prétendue réformée est issu d'un département consacré aux affaires des protestants, constitué de façon empirique dans la dernière décennie du XVIe siècle, notamment au moment de la préparation de l'édit de Nantes (1598).
La formule « Religion prétendue réformée », qui est déjà utilisée dans ce texte et le sigle correspondant « RPR » sont utilisés couramment au XVIIe siècle comme marque officielle d'hostilité au protestantisme, notamment sous le règne de Louis XIV.

## Historique

### Pierre Forget de Fresnes (1588-1610)
Un règlement d'Henri III en 1588 charge un de ses quatre secrétaires d'État, Pierre Forget de Fresnes (1544-1610), de la correspondance avec les provinces où se trouvaient d'importantes populations huguenotes : Languedoc, Dauphiné, Orléanais, Maine, Anjou, Poitou, Saintonge, Angoumois. De fait, il va être amené à s'occuper particulièrement des affaires protestantes. 
Ayant la confiance d'Henri IV (devenu roi en 1589), il a été un des rédacteurs de l'édit de Nantes, qu'il contresigne, et centralise par la suite les « affaires de ceux de la religion » ou « religionnaires ».

### La dynastie des Phélypeaux (1610-1775)
Après la mort de Pierre Forget en 1610, le secrétariat d'État dont il était titulaire (provinces et affaires protestantes) va être monopolisé par une branche de la famille des Phélypeaux qui l'occupe jusqu'en 1775. 
Les successeurs de Pierre Forget sont (la date indiquée, quand elle est antérieure à la mort ou à la démission du prédécesseur, est celle à laquelle le secrétaire d'État a été reçu en survivance) :
- 21 avril 1610-21 octobre 1621 : Paul Phélypeaux de Pontchartrain, seigneur de Pontchartrain ;
- 5 novembre 1621-2 mai 1629 : Raymond Phélypeaux, seigneur d'Herbault et de La Vrillière, frère du précédent, à qui une nouvelle répartition des tâches des secrétaires d'État, en 1626, confie « dans le royaume, le Languedoc, la Guyenne, Brouage, Aunis, La Rochelle », et expressément, « les affaires générales des huguenots » ;
- 16 juin 1629-5 mai 1681 : Louis Ier Phélypeaux, marquis de La Vrillière, marquis de Châteauneuf, fils du précédent;
- 1669-27 avril 1700 : Balthazar Phélypeaux de Châteauneuf, marquis de Châteauneuf, comte de Saint-Florentin, fils du précédent;
- 28 avril 1700-7 septembre 1725 : Louis II Phélypeaux, marquis de La Vrillière, seigneur de Châteauneuf, marquis de Saint-Florentin, fils du précédent ;
- 7 septembre 1725-27 février 1775 : Louis Phélypeaux, marquis puis duc de La Vrillière, comte de Saint-Florentin, fils du précédent.

À partir de 1749, le département des affaires de ceux de la RPR est rattaché au secrétariat de la Maison du Roi. 

### Rôle du secrétariat jusqu'à la révocation de l'édit de Nantes (1685)
Jusqu'à la révocation de l'édit de Nantes, les secrétaires d'État des Affaires protestantes, chargés de très vastes secteurs géographiques, sont surtout appelés à répondre aux correspondances qui leur sont adressées par les gouverneurs, les intendants, les évêques à propos de contestations concernant le maintien d'un exercice, l'éventuelle démolition d'un temple, des transgressions vraies ou fictives des dispositions de l'édit de Nantes. 
Ils exécutent docilement les mesures de plus en plus rigoureuses prises à l'encontre de la communauté réformée, et le marquis de Châteauneuf contresigne l'édit de Fontainebleau en 1685.

### Rôle du secrétariat après la révocation
Le département est maintenu après la révocation, mais les questions traitées sont différentes. Hormis le soulèvement des Camisards, elles se concentrent surtout sur deux domaines : la gestion des biens des religionnaires fugitifs, saisis et mis en régie, pouvant être attribués aux parents les plus proches de ceux-ci, à condition qu'ils soient bons catholiques, mais seulement après instruction des dossiers menée par le secrétariat d'État chargé de la RPR, dossiers considérables, sur lesquels il doit faire rapport au Conseil des dépêches. Sollicité par les intendants, il intervient aussi à propos des enlèvements d'enfants de familles suspectées de n'être pas sincèrement converties, et de leur placement dans des couvents ou dans des maisons de bons catholiques.
Le comte de Saint-Florentin, responsable pendant cinquante ans de ces questions, est partisan de la plus grande sévérité. En désaccord avec la politique de tolérance des dernières années du règne de Louis XV, davantage encore avec celle qu'annonce l'arrivée de Turgot au ministère, il renonce à sa charge en 1775. 

### Les secrétaires de la Maison du Roi (1775-1789): vers l'édit de tolérance de 1787
Appelé au secrétariat de la Maison du Roi en juillet 1775, Guillaume de Lamoignon de Malesherbes incarne des valeurs à l'opposé de celles de son prédécesseur. Il souhaite en particulier préparer la réintégration des protestants dans la communauté nationale. 

La brièveté de son ministériat - dix mois - l'empêche cependant d'obtenir des résultats, mais sous ses successeurs, Amelot de Chaillou, jusqu'en 1785, le baron de Breteuil de 1785 à 1787 et Laurent de Villedeuil jusqu'à la Révolution, les mémoires qu'il a rédigés sur ce sujet ouvrent la voie à l'édit de 1787 qui applique enfin une des mesures qu'il avait le plus vivement préconisées, la restitution aux protestants d'un état civil.